# Страмту (Горж)
Страмту (рум. Strâmtu) насеље је у Румунији у округу Горж у општини Сливилешти. Oпштина се налази на надморској висини од 225 m.

## Становништво
Према подацима из 2002. године у насељу је живело 592 становника, од којих су сви румунске националности.